# August Michałowski
August Michałowski, ps. Roman (ur. 1897, zm. 1952) – działacz polityczny Stronnictwa Narodowego, członek Narodowej Organizacji Wojskowej.

## Życiorys
Od 1935 był członkiem Komitetu Głównego SN. W latach 1941–1942 sprawował funkcję szefa Oddziału I Organizacyjnego KG NOW. Był czołowym przywódcą i organizatorem rozłamu w NOW w połowie 1942 na tle scalenia z Armią Krajową. Następnie został kierownikiem Tymczasowej Komisji Rządzącej SN, a następnie p.o. prezesa Wojennego Zarządu Głównego SN. Po zjednoczeniu SN od 1 kwietnia 1944 był członkiem prezydium SN "Kwadrat". Jesienią 1944 był jednym z głównych organizatorów Narodowego Zjednoczenia Wojskowego. 
Wiosną 1945 został aresztowany przez UB. Po ucieczce przez kilka miesięcy był faktycznym kierownikiem SN. Od jesieni 1945 przebywał na emigracji we Francji.